# Latarnia Twardovskiego
Latarnia Twardowskiego, česky lze přeložit jako Maják/Lucerna Twardowského, je vápencová skalní věž nebo skalní jehla s nadmořskou výškou 350 m, v pohoří Wyżyna Olkuska v Krakovsko-čenstochovské juře (Wyżyna Krakowsko-Częstochowska) v Polsku. Nachází se na území vesnice Prądnik Korzkiewski ve gmině Wielka Wieś v okrese Krakov (Powiat krakowski) v Malopolském vojvodství.

## Další informace
Latarnia Twardowskiego se nachází ve svazích poblíže skalních útvarů Młyńskie Skały a Cygańskie Skały na pravém břehu řeky Prądnik (přítok řeky Visly). Vznikla geologicky - vypreparováním z okolní měkčí horniny. Podle legendy, skalní útvar získal název od černokněžníka Twardowského, který navštívil místní mlýn a který nařídil ďáblovi ať postaví skalní lucernu/maják - Latarniu Twardowskiego. Údolím pod skalou vedou turistické trasy Szlak Orlich Gniazd, Via Regia Droga świętego Jakuba aj. Skála je obtížněji ale celoročně volně přístupná.

## Galerie

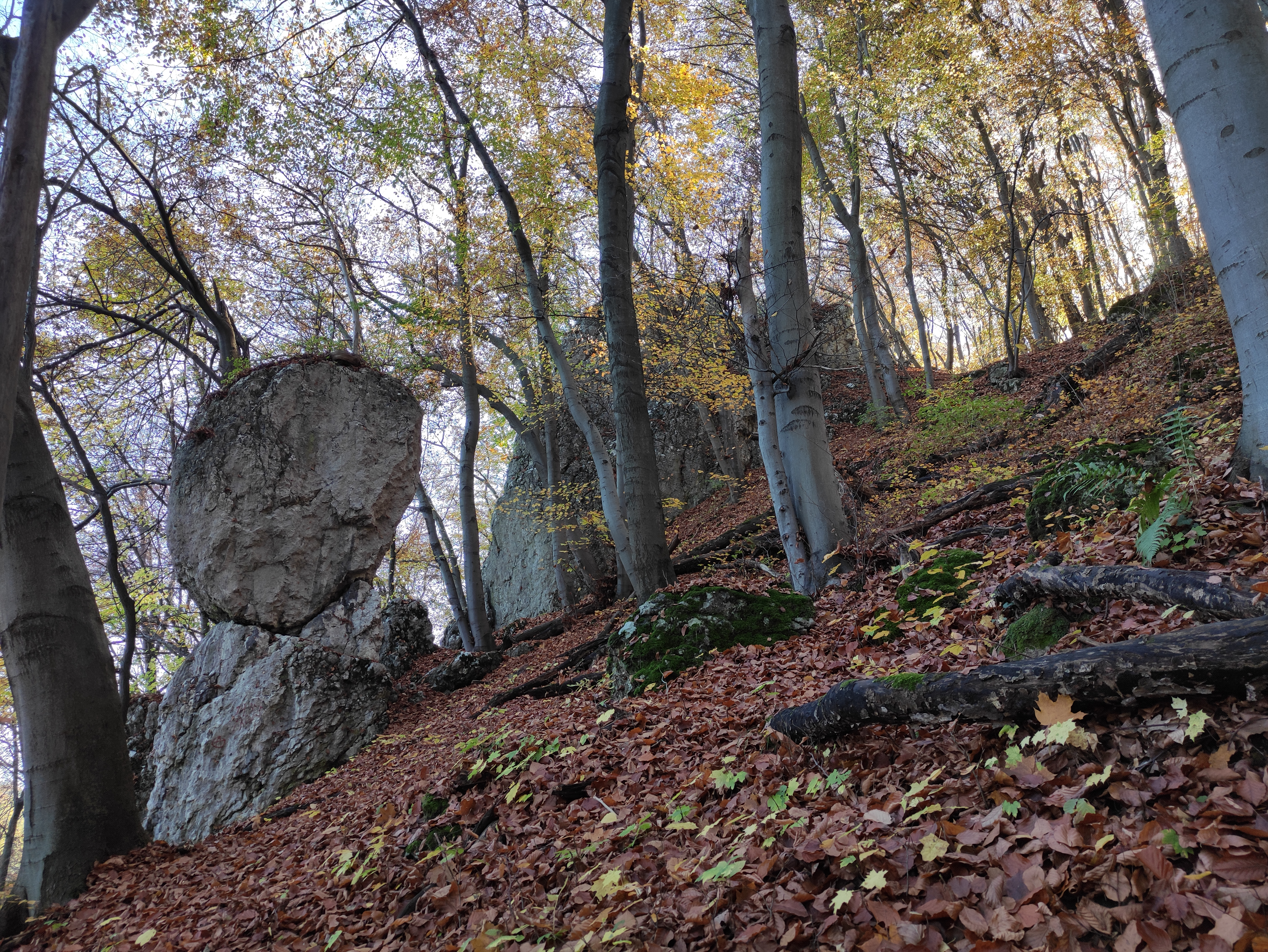
Latarnia Twardovskiego a Młyńskie Skały
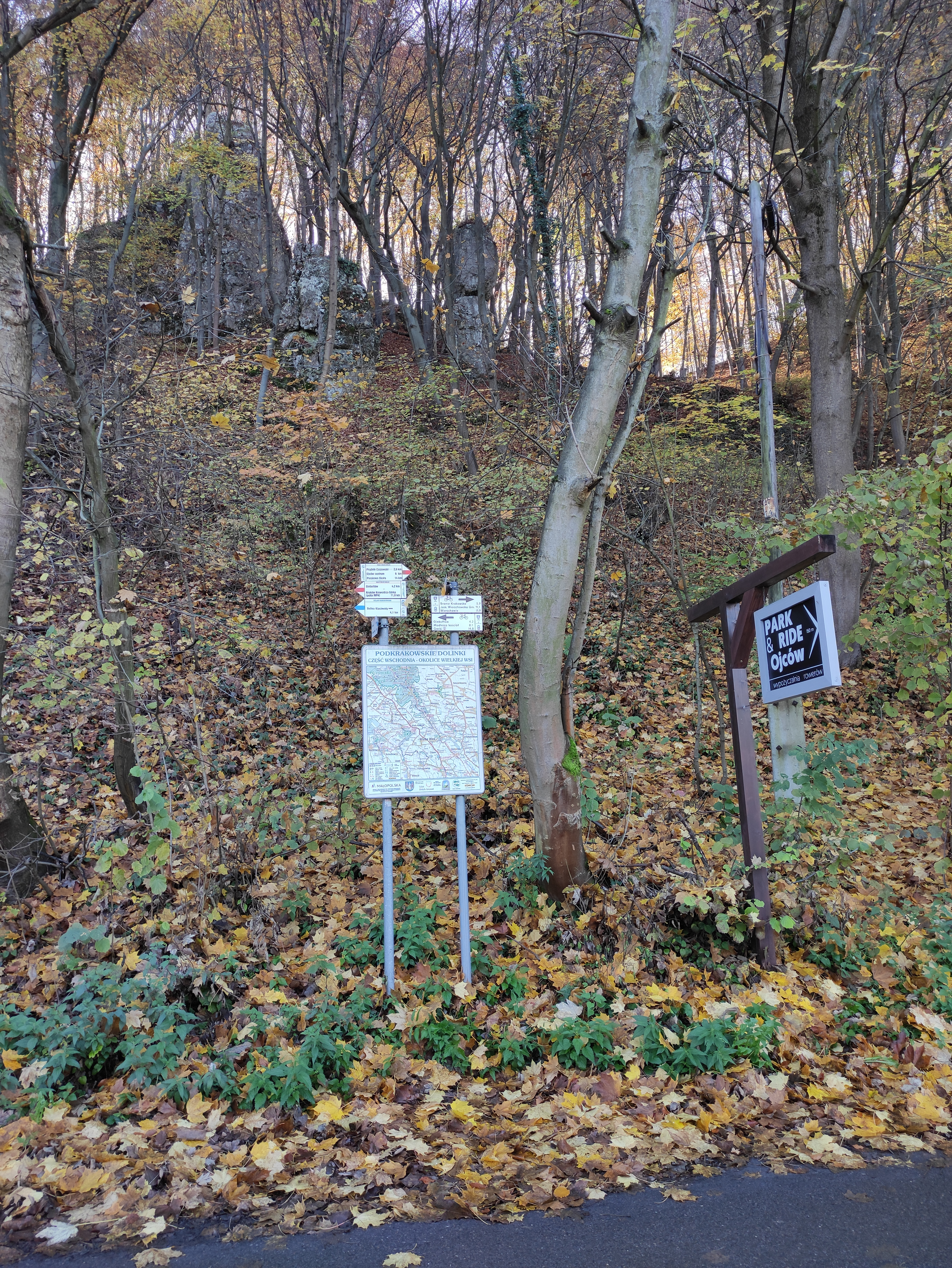
Informační panely pod skalními útvary Latarnia Twardovskiego a Młyńskie Skały